# Mitsumi Electric
Mitsumi Electric Co., Ltd. (engl. für Mitsumi Denki K.K., japanisch ミツミ電機株式会社, Mitsumi Denki kabushiki-gaisha) war ein 1954 gegründeter japanischer Hersteller von Komponenten der Unterhaltungselektronik.
An der Tokioter Börse waren die Aktien des Unternehmens im Aktienindex Nikkei 225 gelistet. Mitsumi bot seine Produkte über Tochtergesellschaften in Asien, Europa und Nordamerika an. Im Januar 2017 erfolgte der Zusammenschluss mit Minebea (NMB) zu MinebeaMitsumi Inc. (ミネベアミツミ株式会社, ~ K.K.).

## Produkte
Ein wesentlicher Produktbereich des Unternehmens waren die Bediengeräte von Videospielkonsolen. Mitsumi hatte die offiziellen Controller für die folgenden Konsolen hergestellt:
- Nintendo Entertainment System und Famicom
- Super Nintendo Entertainment System und Super Famicom
- Nintendo GameCube (nicht alle Revisionen) und den schnurlosen WaveBird
- Wii Remote und Wii Nunchuk (nicht alle Revisionen)
- PlayStation: Standard und DualShock (nicht alle Revisionen)
- PlayStation 2: DualShock 2 (nicht alle Revisionen)
- Xbox: Den originalen Duke und die früheren S-Modelle

Weitere Produkte

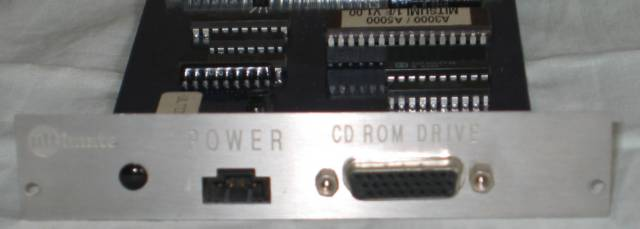
Mitsumi-CD-Schnittstelle. Die CD-Schnittstelle HCCS Ultimate A5000 ist eine früher bei Acorn Computer verwendete Schnittstelle für CD-ROM

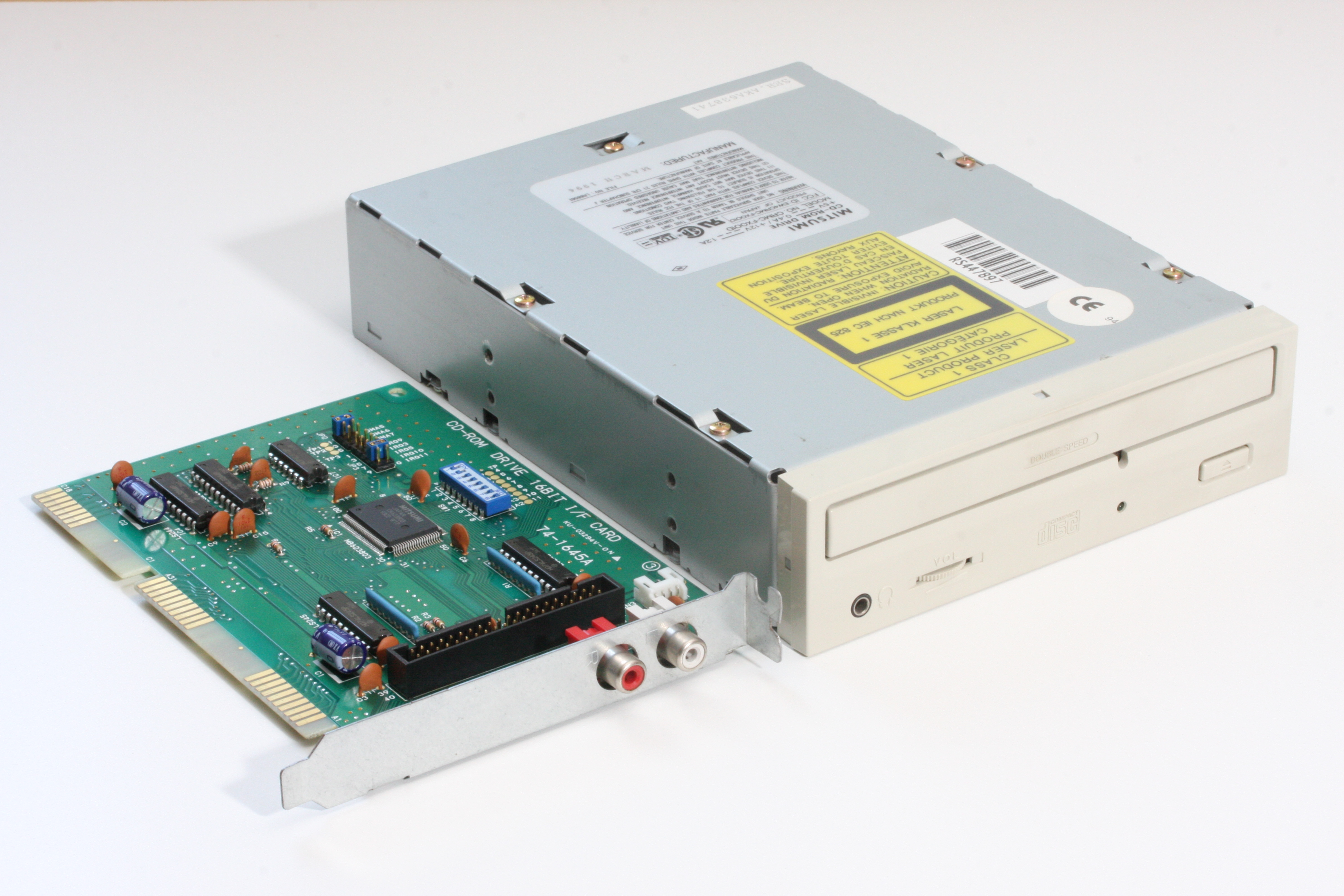
CD-ROM-Laufwerk mit 2-facher Geschwindigkeit und von Mitsumi eigens entwickelter Schnittstelle samt ISA-Kontroller-Steckkarte aus dem Jahr 1994

- die Leiterplatte des WLAN-Moduls der Nintendo-DS-Familie (nach FCC-ID auf der Unterseite jedes Systems) und mindestens einige der Nintendo-DS-Lite-Konsolen
- Fernbedienungen für viele Marken der Heimelektronik sowie Tastaturen und Mäuse für Personalcomputer, darunter die Tastatur des Apple Pro und die Mighty Mouse.
- Disketten-, CD- und DVD-Laufwerke für Notebooks, Desktops, Server und das Famicom Disk System. In den 1980er Jahren stellte Mitsumi die Mechanik diverser Diskettenlaufwerke für Heimcomputer her. Die verschiedenen Hersteller dieser Heimcomputer spendierten einem zugekauften Mitsumi-Laufwerk ein eigenes Gehäuse und eine Steuerungselektronik, sodass der Name Mitsumi außen nicht sichtbar war. Mitsumis eigene Diskettenlaufwerke für PCs wurden sowohl unter dem eigenen Namen als auch unter Newtronics verkauft.
- bestimmte Hardware der Nintendo Wii U
- Tastaturen verschiedener Heimcomputer von Commodore International, z. B. des VIC-20, aber auch weitere Komponenten wie etwa die Video-Interface-Karte des CDTV
- Tastaturen des Texas Instruments TI-99/4 und 4/A
- Entwicklung oder Produktion einiger Komponenten des XM Satellite Radio